# Harzer Tageszeitung
Die Harzer Tageszeitung war eine deutsche Tageszeitung.
Sie war nationalsozialistisch ausgerichtet und erschien von 1933 bis 1945 in Blankenburg. Gedruckt wurde sie im Haus Herzogstraße 11 in Blankenburg.
Der Vorläufer hieß von 1877 bis 1933 Blankenburger Kreisblatt.